# St Ishmael's
St Ishmael's o St Ishmaels (Llanisan-y-Rhos in gallese) è un villaggio con status di comunità del Galles sud-occidentale, facente parte della contea del Pembrokeshire e situato lungo che si affaccia sul Milford Haven Waterway (Oceano Atlantico), lungo il sentiero Pembrokeshire. L'intera comunità conta una popolazione di circa 450-500 abitanti.

## Geografia fisica
Il villaggio e di St Ishmael's si trova nella parte meridionale del Pembrokeshire, a ovest delle località di Milford Haven e Sandy Heaven e a est/nord-est di St Annes Head. La parte meridionale della comunità si estende lungo la costa, mentre il villaggio principale si trova a pochi chilometri dalla costa.
Nella parte meridionale/sud-orientale della comunità, a 0,6 km dal villaggio principale, si trova il promontorio di Great Castle Head.

## Monumenti e luoghi d'interesse

### Architetture religiose

#### Chiesa di San Ismaele
Principale edificio religioso di St Ishmael's è la chiesa di San Ismael, realizzata tra il XIV, XV, XVI secolo e in parte forse anche nel 1660 e restaurata nel 1853.

### Architetture civili

#### Faro di Great Castle Head
Sul promontorio di Great Castle Head si trova un faro eretto nel 1870.

### Siti archeologici

#### Forte di Great Castle Head
Sempre sul promontorio di Great Castle Head si trova un forte risalente con molta probabilità all'Età del Ferro.

### Aree naturali
- Great Castle Head
- Spiaggia di St Ishmael's[9]

## Società

### Evoluzione demografica
Al censimento del 2021, la comunità di St Ishmael's contava una popolazione pari a 457 abitanti, in maggioranza (239) di sesso femminile.
La popolazione al di sotto dei 18 anni era pari a 72 unità (di cui 39 erano i bambini al di sotto dei 10 anni), mentre la popolazione dai 65 anni in su era pari a 158 unità (di cui 32 erano le persone dagli 80 anni in su). Sui 457 abitanti totali, 12 erano i residenti nati fuori dal Regno Unito, di cui 6 erano nativi di Paesi dell'Unione Europea.
La comunità di St Ishmael's ha conosciuto un calo demografico rispetto ai precedenti rilevamenti del 2001 e 2011, quando contava 490 e 478 abitanti.